# Гаспар дьо Колини
Гаспар дьо Колини (на френски: Gaspard de Coligny), граф, френски държавен деец, адмирал на Франция

## Биография
През 1537 година младият Колини е представен в двора на крал Франсоа I, където скоро става приятел с младия херцог Франсоа дьо Гиз. През 1543 година двамата придружават краля по време на войната с Карл V, а скоро след това Колини влиза в редовната френска армия. Там привлича вниманието към себе си с мъжествеността и таланта си, както и с умението да организира войската чрез дисциплина. По време на войната с император Карл V и Англия Колини показва способности и на дипломатическото поприще и подготвя успеха в преговорите на Франсоа дьо Булон.
С чин адмирал (от 1552) той се включва във войната с Лотарингия, където помага за завоеванията на три епископства и победата при Ренти. Последната е причината за разрива му с Гиз, който желае да си припише заслугата за победата. Колини се прославя особено в отбраната на крепостта Сен Кантен (1557), когато е пленен от испанците. В плен той прекарва две години.
През този период благодарение на четенето на Библията и кореспонденцията с брат Д`Андел Колини се присъединява към Реформистката църква и окончателно приема калвинизма, в което убеждава и съпругата си. През 1560 година той открито се обявява за хугенот и иска от краля реформи в полза на хугенотите, които да получат църкви за богослужение. През 1562 година по време на Първата религиозна война Колини е помощник на водача на хугенотите Луи дьо Бурбон, принц дьо Конде, а след битката при Дрьо, когато Конде е взет в плен, Колини поема командването. Тази война приключва с мира от Амбоаз. През 1567 година хугенотите отново се вдигат на бунт и водят успешно войната благодарение умелата стратегия на Конде и Колини, които бързо завземат крепостите около Париж и Сен Дьони. Във всички религиозни войни адмиралът взема дейно участие и става все по-враждебен към католиците и рода Гиз. Той е важна фигура в битките при Жарнак и Монконтур (1569) и лично договаря благоприятния за хугенотите мир от Сен Жермен (1570). Колини се е сближил с крал Шарл IX, който е имал намерение благодарение на адмирала да спечели реформистите в Европа и да присъедини Нидерландия към Франция.
Катерина Медичи вижда сближаването между краля и адмирала и в него опасност за своята власт и на няколко пъти се правят опити за убийството му.. На 22 август 1572 година, когато Колини се прибира към дома си от Лувъра наемният убиец Морвел стреля по него, но само го ранява. Убит е на 24 август 1572 година по време на Вартоломеевата нощ и е една от първите хугенотски жертви.